# المبنى الرئيسي (بوذية يابانية)

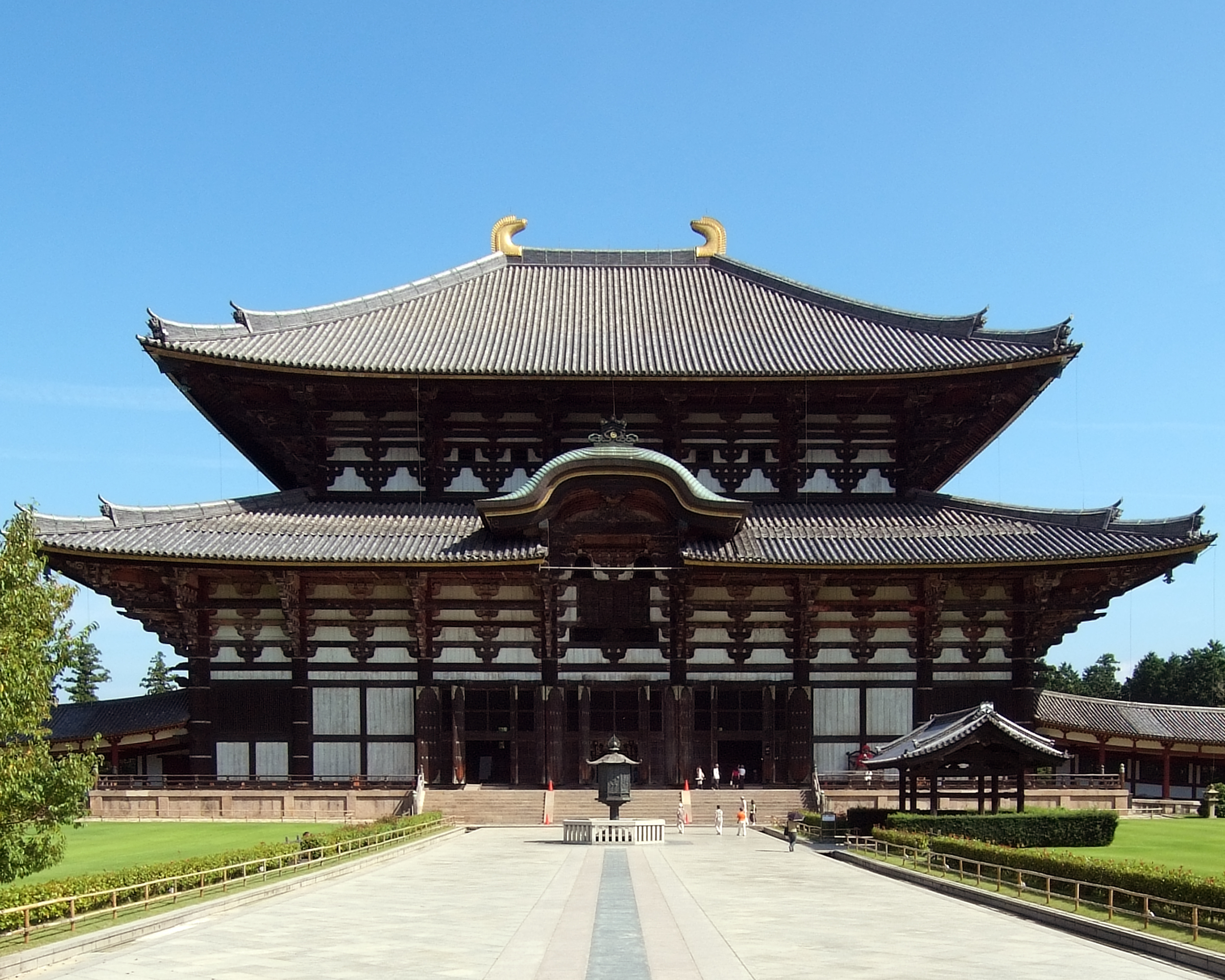
دايبوتسودان آخر من تودائي-جي، وتمت إعادة بنائه في 1709. (الكنز الوطني الياباني).

المبنى الرئيسي هو التعبير الذي يعين، في اليابان، المبنى المخصص للهدف الرئيسي للعبادة والتبجيل، ضمن مجموعة من سبعة مباني بوذية (غاران) والتي تشكل مجمع المعبد. تستخدم الطوائف البوذية اليابانية المختلفة مصطلحات محددة ولكن لها معاني مرتبطة بتسمية مثل هذا المبنى: بوتسودان،بوتسو-دو،كون-دو،كونبون-شودو وهون-دو. حيث يتم ترجمتها جميعًا بواسطة تعبير «المبنى الرئيسي». ومع ذلك، فإن "هوندو" هي المكافئ الياباني الدقيق لها، في حين أن المصطلحات الأخرى المذكورة هي كلمات أكثر تخصصًا، تستخدمها طوائف معينة، أو تشير إلى مباني ذات بنية معينة.

## كون-دو(فترة أسوكا ونارا)
بدأ استخدام مصطلحكون-دو (金堂)، حرفيًا «المبنى الذهبي» خلال عصور أسوكا ونارا. الكون-دو هو محورالغاران للمعبد البوذي القديم في اليابان. أصل الاسم غير مؤكد، لكنه يمكن أن يستمد من إدراك مدى أهمية ما يحوي المعبد، أو من حقيقة أن الجزء الداخلي كان محاطًا بالذهب. وهو الاسم الذي تستخدمه أقدم المعابد في البلاد.

## هون-دو(فترة هيان)
اسمهون-دو (本堂)، والتي تعني حرفيًا «المبنى الرئيسي»  وتُعيّن المبنى المخصص لأهم ما يُبجل. ويعتقد أن المصطلح قد تطور في القرن التاسع لتجنب استخدام اسمكون-دو القديم، الذي كان يستخدم في ذلك الوقت من قبل ستة طوائف من نارا تسمىنانتو-روكوشو (南都六宗). وأصبح شائعا بعد إدخال الطوائف الثلاث مِيكيو، تينداي وشينجون لليابان.

## بوتسودَن(فترة كاماكورا)
```
بوتسودن
 
(
仏殿
؟
)
 أو
بوتسو-دو
 
(
仏堂
؟
)

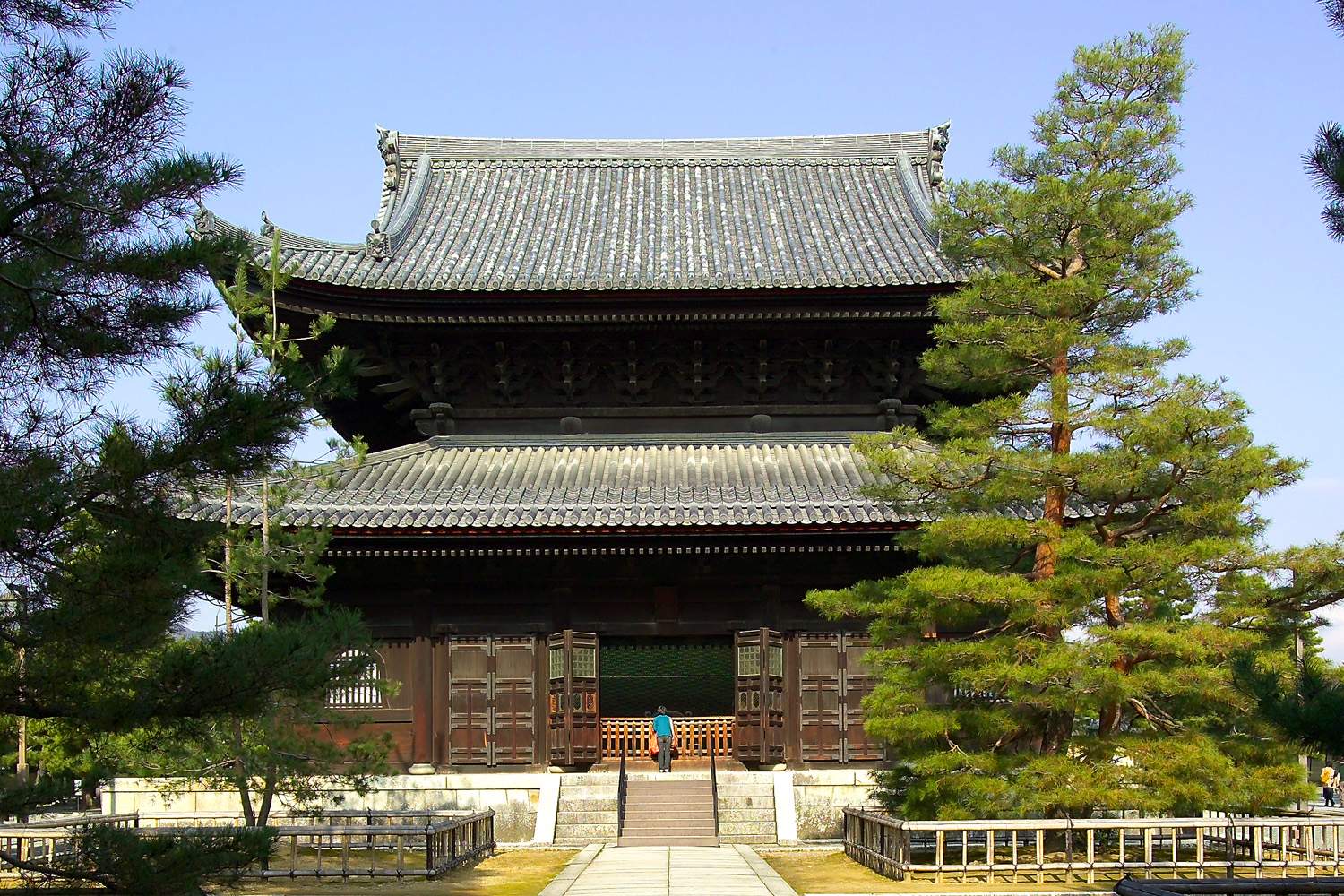
هذا البوتسودين من هيكل ميوشين جي يبدو ان لديه طابق ثان بسبب الموكوشي الخاص به.

، حرفيًا «مبنى بوذا»، هو المبنى الرئيسي لمعابد 
الزن
 لمدارس 
سوتو
 
(
曹洞
؟
)
 
ورينزاي
 
(
臨済
؟
)
 ومدارس أخرى.
[
2
]
 وصل هذا النمط المعماري مع الزن خلال 
عهد كاماكورا
.
```

## فترة إيدو
في حالة مدرسة زن أوباكو (黄檗) التي دخلت في وقت متأخر إلى اليابان، احتفظت الهندسة المعمارية بأسلوب مينغ الصيني. ويدعى الهون-دو الخاص بمعابد مدرسة زن أوباكو عادةدايو-هودن (大雄宝殿).

## المذكرات والمراجع
1. ↑  كوجيئين, dictionnaire japonais.
2. 1 2 3  JAANUS.
3. 1 2  Iwanami Nihonshi Jiten.
4. ↑  Helen Josephine Baroni (2000). Obaku Zen : the emergence of the third sect of Zen in Tokugawa Japan. University of Hawai's Press. ص. 98. ISBN:0-8248-2243-9..
5. ↑  Watanabe, 2005, ص. 52
.

## قائمة المراجع
- كوجيئين (広辞苑؟) ، القاموس الياباني، 6عشر، 2008، نسخة دي في دي.
- Iwanami Nihonshi Jiten (岩波日本史辞典)، Iwanami شوتين، نسخة قرص مدمج، 1999-2001.
- "Japanese Art Net User System (JAANUS)". مؤرشف من الأصل في 2019-08-05. اطلع عليه بتاريخ 14 juin 2019. {{استشهاد ويب}}: تحقق من التاريخ في: |تاريخ الوصول= (مساعدة) .
- روبرت فيشر، الفن والهندسة البوذية ، التايمز وهدسون، 1993 (ردمك 0-500-20265-6) .
- Kazuo Nishi و Kazuo Hozumi ، ما هي الهندسة المعمارية اليابانية ، Kodansha International ، 1985 (ردمك 0-87011-711-4) .
- ألكساندر سوبر وألكساندر كوبورن، تطور العمارة البوذية في اليابان ، هاكر، 1979 (ردمك 0878171967) .
- The Architecture of Tokyo. Éditions Axel Menges. 26 avril 2001. ص. 263. ISBN:978-3-930698-93-6. {{استشهاد بكتاب}}: تحقق من التاريخ في: |تاريخ= (مساعدة) والوسيط |الأول= يفتقد |الأخير= (مساعدة)  The Architecture of Tokyo. Éditions Axel Menges. 26 avril 2001. ص. 263. ISBN:978-3-930698-93-6. {{استشهاد بكتاب}}: تحقق من التاريخ في: |تاريخ= (مساعدة) والوسيط |الأول= يفتقد |الأخير= (مساعدة)  The Architecture of Tokyo. Éditions Axel Menges. 26 avril 2001. ص. 263. ISBN:978-3-930698-93-6. {{استشهاد بكتاب}}: تحقق من التاريخ في: |تاريخ= (مساعدة) والوسيط |الأول= يفتقد |الأخير= (مساعدة)